# Freydal

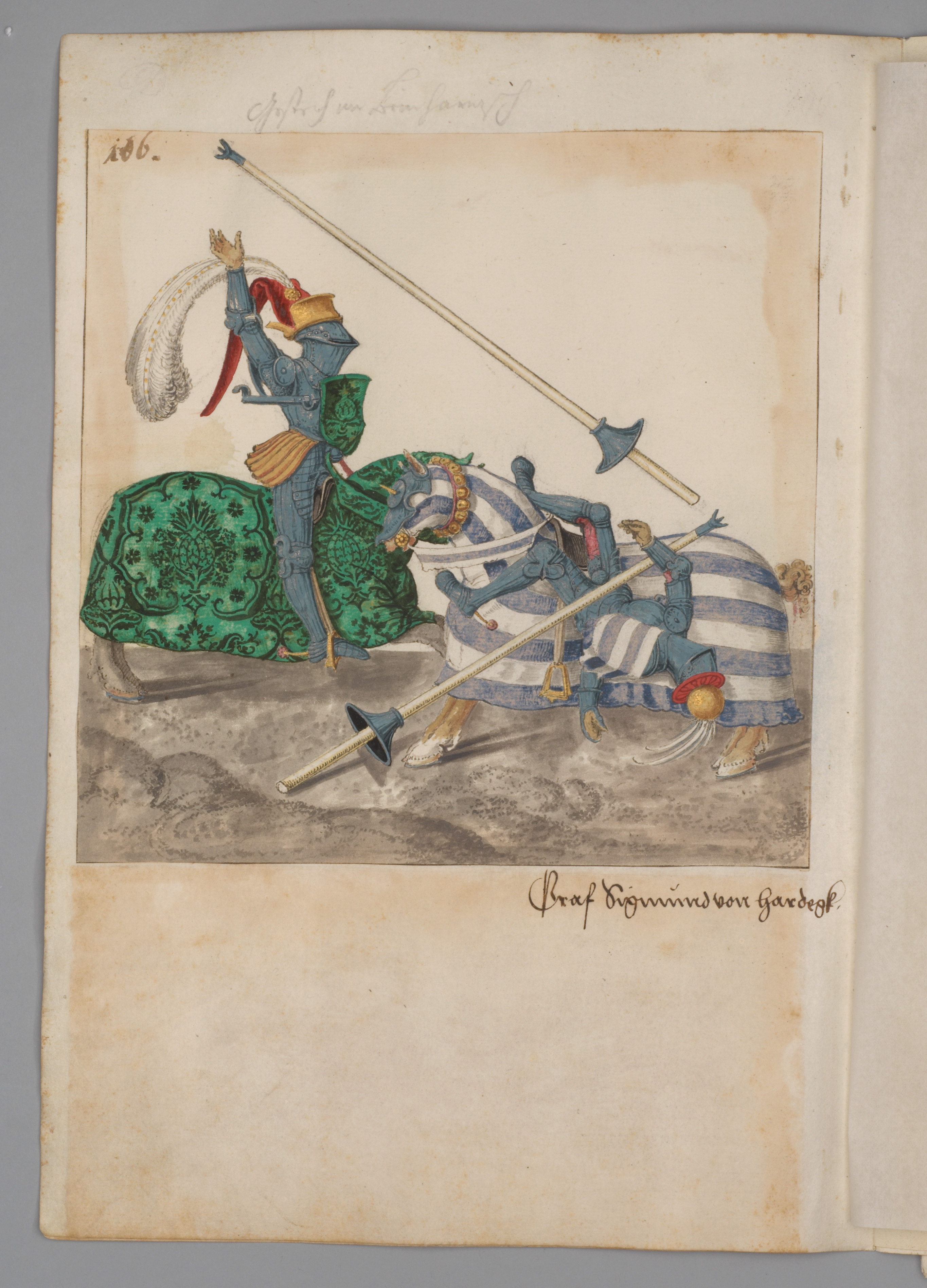
Freydal, Blatt 106, Stechen (Tjost) gegen Graf Hardeck

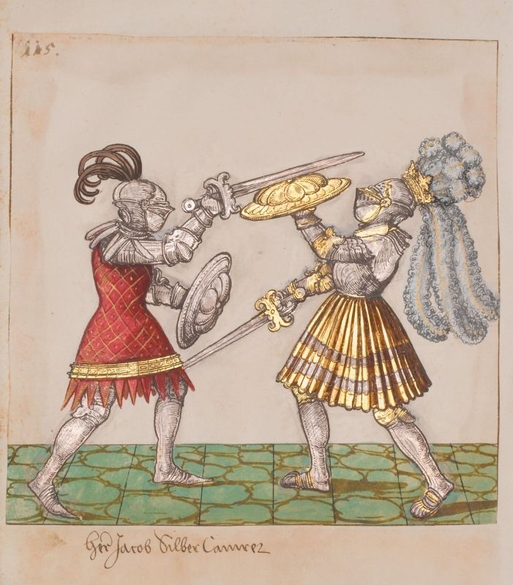
Freydal, Blatt 115, Schwertkampf mit Jakob Silber-Camerer

Der Freydal ist ein Turnierbuch, das die Lebensgeschichte des jungen Kaisers Maximilian I. auf allegorische Weise nacherzählt. Aufgrund des plötzlichen Todes Maximilians im Jahr 1519 blieb die geplante Drucklegung unvollendet. Eine handschriftliche Fassung, die der kaiserliche Sekretär Marx Treitzsaurwein nach einem Diktat Maximilians erstellte, hat sich in der Österreichischen Nationalbibliothek in Wien erhalten. Das Kunsthistorische Museum Wien bewahrt eine reich illustrierte Prachthandschrift des Freydals auf, die vermutlich als Handexemplar des Kaisers diente. Die verschiedenen Wettkampfformen des Turnierlebens der Zeit um 1500 stehen im Vordergrund des Freydal. Gleichwohl behandelt er auch zahlreichen Mummereien und Tänze am maximilianischen Hof und stellt so eine wertvolle Ressource für die Tanzforschung dar.
Nach Strobl leitet sich die Bezeichnung Freydal von Freyd-alb her, was „der weiße freudige Jüngling“ bedeutet.